# Alcobaça (Bahia)
Pour les articles homonymes, voir Alcobaça.
Alcobaça est une ville de Bahia, Brésil.